# Cuauhtémoc (Schiff)
Die Cuauhtémoc (Kennung: BE-01) ist ein Segelschulschiff der mexikanischen Marine, benannt nach dem letzten aztekischen Herrscher von Tenochtitlán, Cuauhtémoc.

## Geschichte
In den Jahren 1981/82 wurde es, zusammen mit drei Schwesterschiffen, Simón Bolívar (Venezuela), Guayas (Ecuador) und Gloria (Kolumbien), auf der Werft Celaya in Bilbao, Spanien, gebaut. Es hat große Ähnlichkeit mit den in den 1930er Jahren bei Blohm & Voss gebauten Schiffen der Gorch-Fock-Klasse.
Am 24. Juli 1981 auf Kiel gelegt und am 29. Juli 1982 in Dienst gestellt, dient die Bark der mexikanischen Marine vor allem der Offiziersausbildung sowie repräsentativen Zwecken. Die Cuauhtémoc, deren Heimathafen Acapulco ist, nimmt regelmäßig an Regatten teil und gewann Preise, darunter 1998 und 2000 bei den Tall Ships’ Races die Cutty Sark Trophy für die Mannschaft, die während der Regatta am meisten zu internationaler Verständigung und Freundschaft beigetragen hatte.

## Galionsfigur
Die unter dem Bugspriet der Cuauhtémoc angebrachte Galionsfigur zeigt den Azteken-Herrscher Cuauhtémoc (1502–1525) mit grünen Umhang, Lendenschurz und Adlerhaube, Obsidianschwert in der rechten und Chimalli zur linken Hand. Sie wurde 1982 von Juan de Ávalos (1911–2006) gefertigt.

## Zwischenfälle
- Am 11. Juni 2017 ging die damals 21-jährige Kadettin Eva Lidia Nava Guzmán auf See während eines Segelmanövers in der Nähe von Mumbai, Indien über Bord der Cuauhtémoc. Auch nach 120 Stunden Suche, die sich über mehr als 4.000 Seemeilen erstreckte, konnte sie nicht gefunden werden.[5][6][7]

- Am 17. Mai 2025 gegen 20:20 Uhr Ortszeit[8] kollidierte die Cuauhtémoc in New York mit der Brooklyn Bridge. Bei der Kollision wurden die Stengen aller drei Masten abgeknickt. An Bord kamen bei dem Unfall zwei Besatzungsmitglieder ums Leben, die 20-jährige Kadettin América Yamilet Sánchez und der 22-jährige Kadett Adal Jair Marco.[9] 19 weitere Personen wurden verletzt. Medienberichten zufolge befanden sich 277 Menschen auf dem Schiff.  Die zum Zeitpunkt des Unglücks stark befahrene Brücke blieb weitgehend unbeschädigt. Sie wurde nach einer kurzen Sperrung wieder für den Verkehr freigegeben.[10] Die Havarie ereignete sich nach dem Ablegen – begleitet von Hafenschleppern[11] – vom Pier 17,[12] South Street Seaport, auf dem Weg nach Island, wobei das Schiff bei starker nach Norden gerichteter Gezeitenströmung in der Meerenge des East River rückwärts mit der Brücke kollidierte.[13] Die Enge des Wasserlaufs und insbesondere die Gezeiten erzeugen im East River Strömungen von fünf Knoten und mehr.

## Bilder

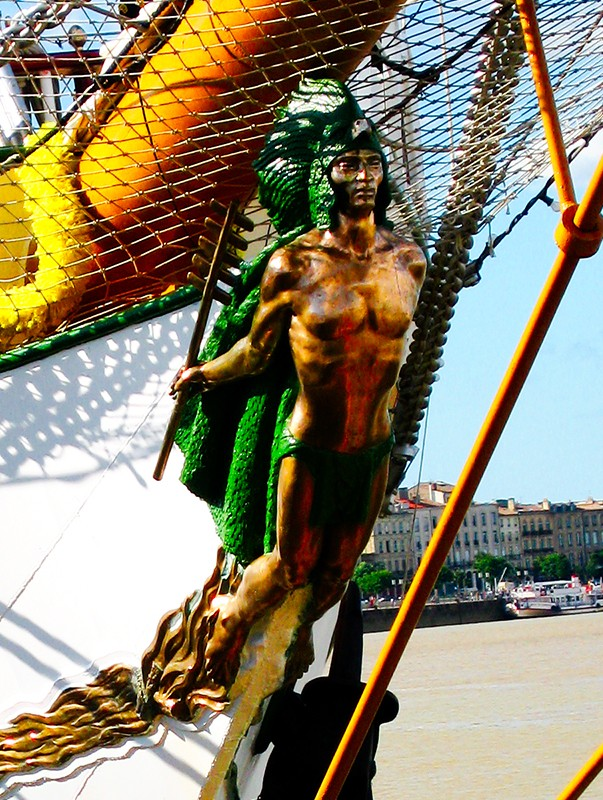
Galionsfigur der Cuauhtémoc
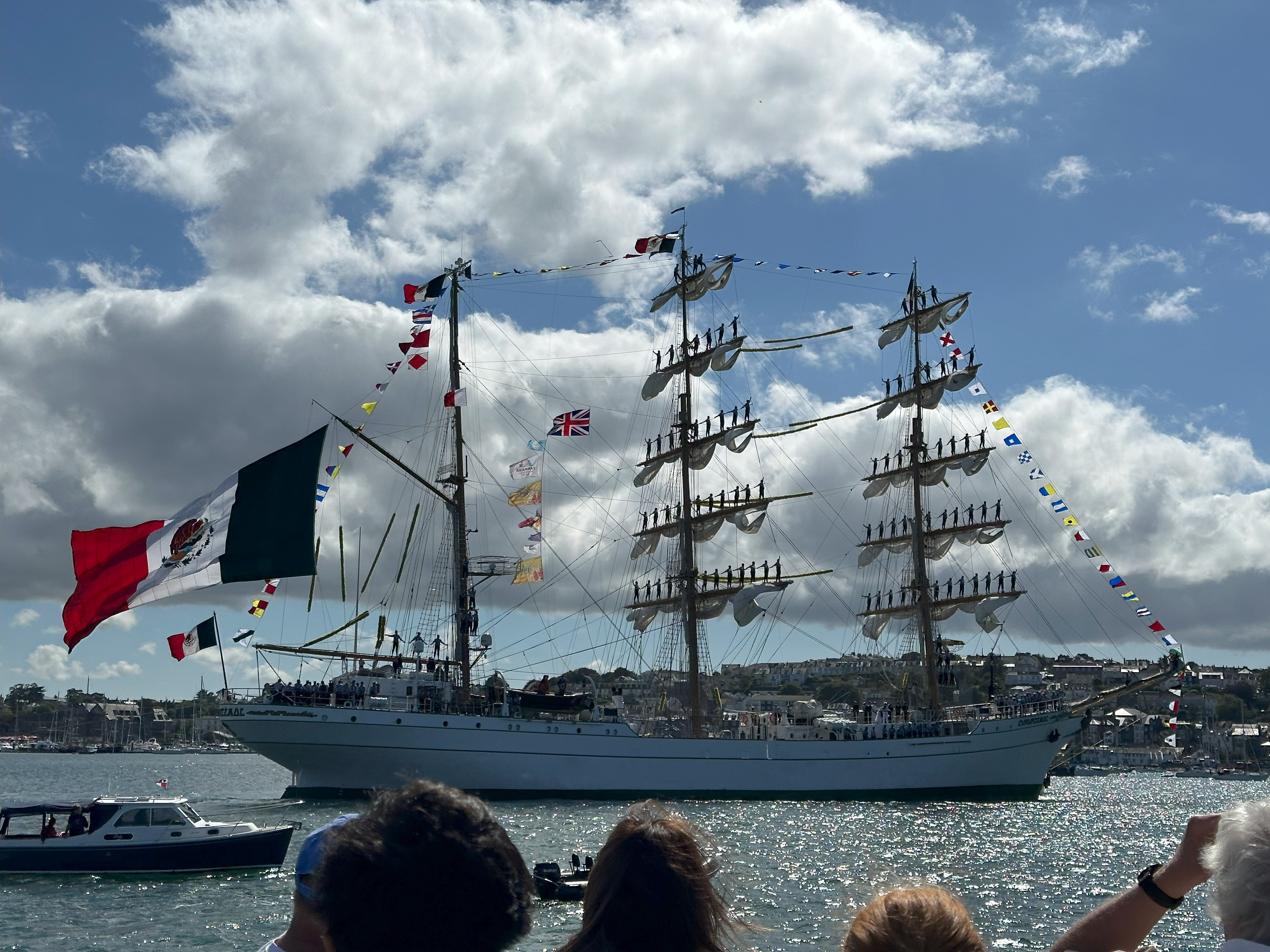
Die Cuauhtémoc in Falmouth, 2023
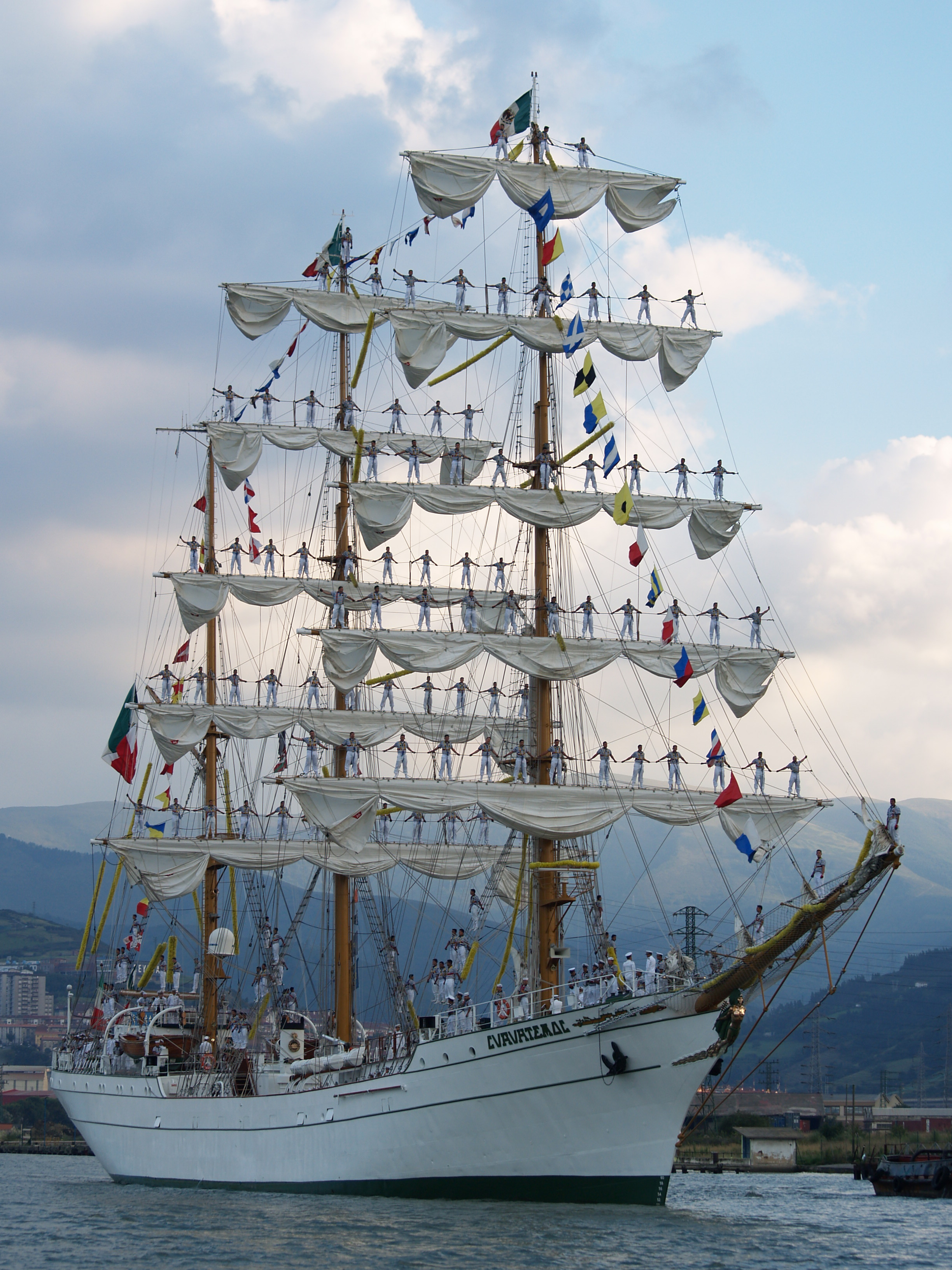
Die Cuauhtémoc in Bilbao, 2007
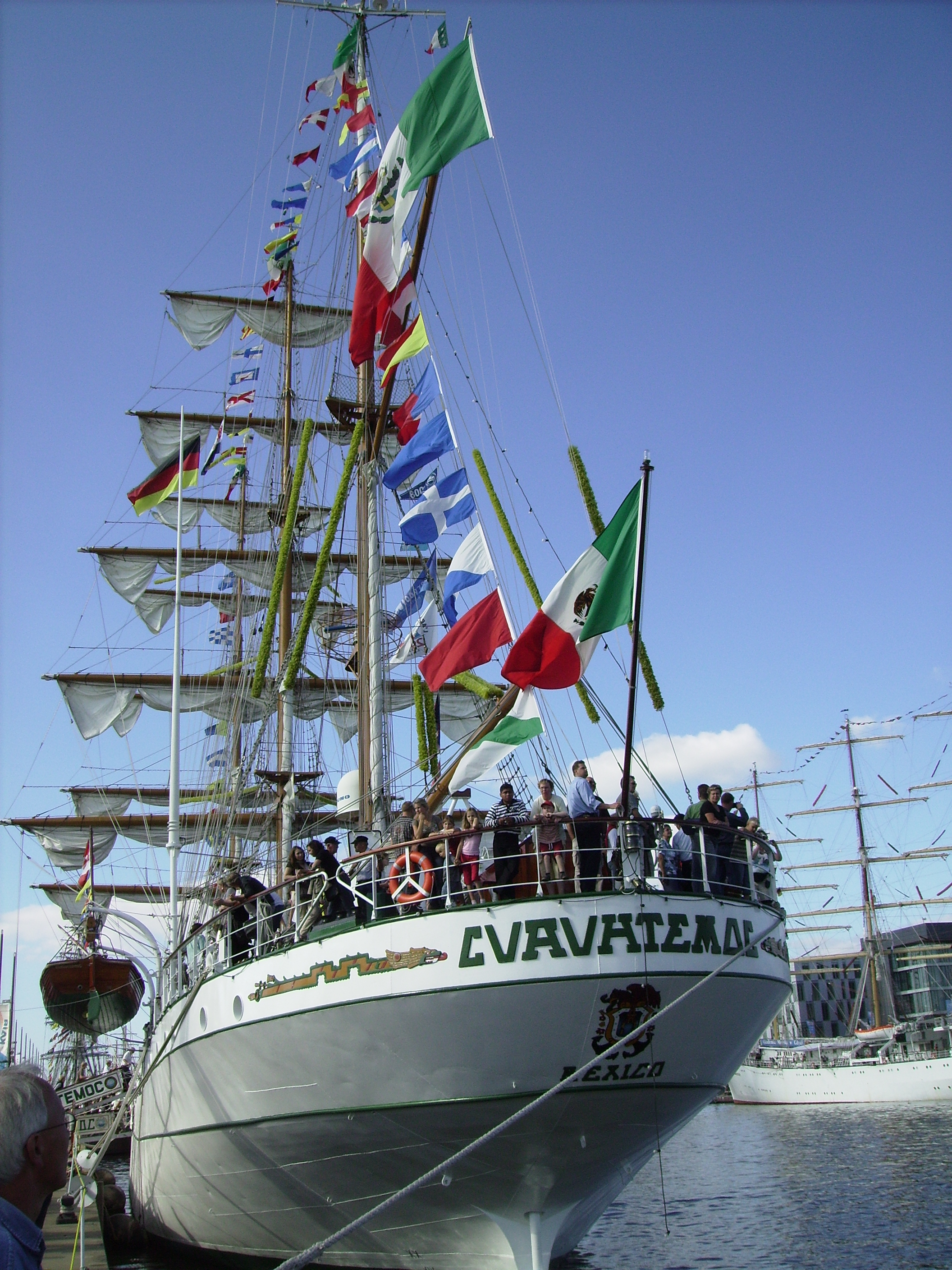
Lütte Sail Bremerhaven, 2008